# Anyphops lawrencei
Anyphops lawrencei är en spindelart som först beskrevs av Carl Friedrich Roewer 1951. 
Anyphops lawrencei ingår i släktet Anyphops och familjen Selenopidae. Inga underarter finns listade i Catalogue of Life.